# Karátsonyi Guido
Gróf karácsonyfalvi és beodrai Karátsonyi Guido József Gottlieb István Lázár Lajos Ágost (Pest, 1817. augusztus 7. – Buziás, 1885. szeptember 15.) nagybirtokos, politikus, a Karátsonyi család tagja.

## Élete
Az erdélyi örmény Karátsonyi család leszármazottja.   Lajos és Starhemberg Alojzia grófnő legidősebb fia. 1858. december 28-án osztrák birodalmi grófi méltóságot kapott, melyet 1878-ban kiterjesztettek Magyarországra is. Később császári és királyi kamarási majd valóságos belső titkos tanácsosi címet is kapott, és megkapta a Vaskorona-rend nagykeresztjét is.

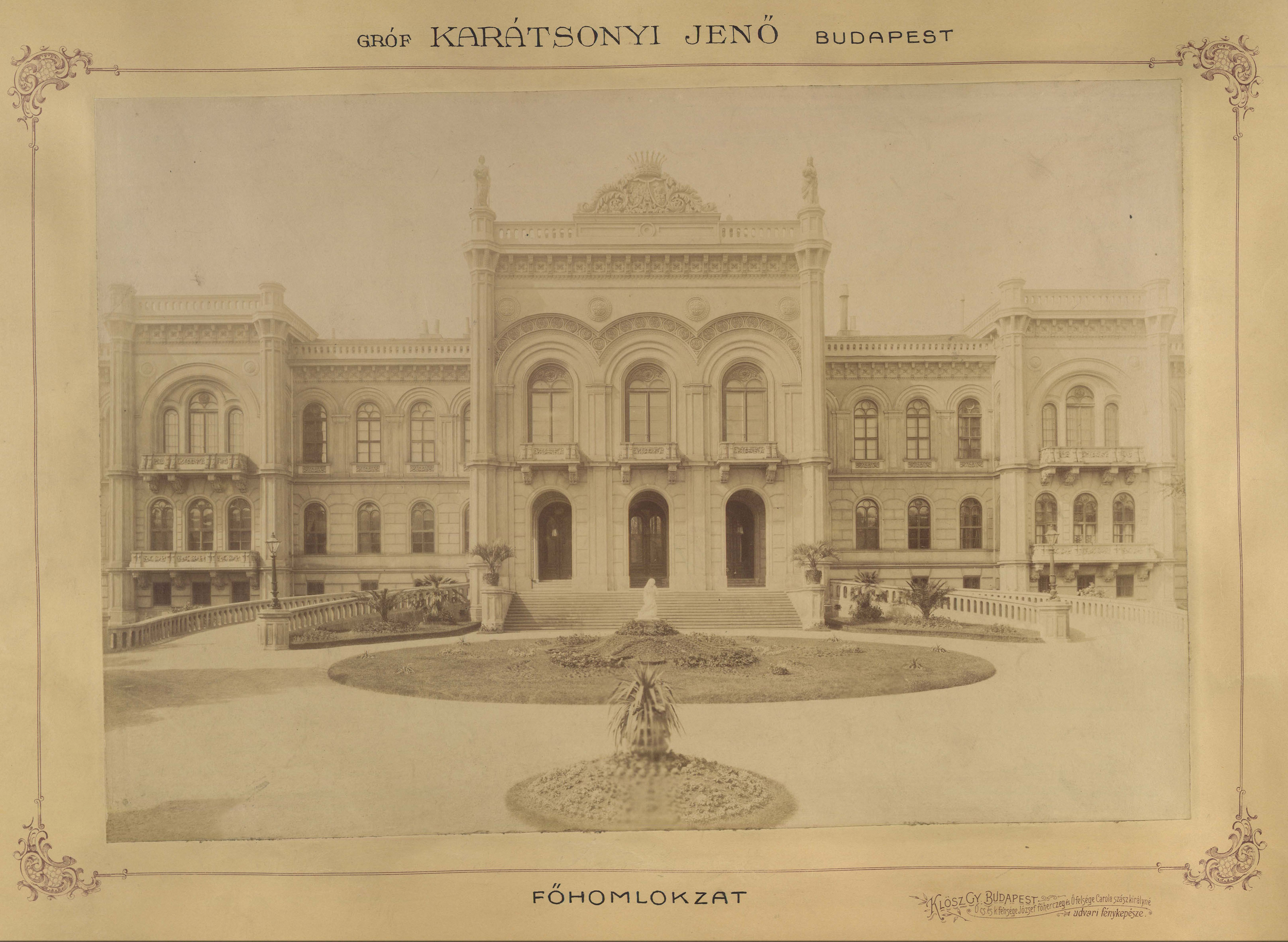
A Karátsonyi-palota főhomlokzata 1895–1900 között

1853–56 között az ő megrendelésére építették a budai Karátsonyi-palotát (a Krisztina körút 55. szám alatt), a korábbi Kalmárffy-ház helyén. A palota 1938-ig maradt a Guido gróf utódainak birtokában, ekkor elárverezték és lebontották.)
1866-ban országgyűlési képviselővé választották, később az örökös jogú főrendű családok főrendiházi képviselőjükké választották. Hírnevét alapítványai révén szerezte. A Magyar Tudományos Akadémia részére különböző irodalmi célokra 40 000 forintos alapítványt hozott létre, 1881-ben pedig 100 000 forintos jótékony célú alapítványt is tett a rózsaesküvők meghonosítására, ami egy rég elfeledett feudális hagyomány felélesztése volt. Francia mintára ún. erénydíjjal segítette a saját birtokain élő (pilisvörösvári, pilisszentiváni és solymári) jó erkölcsű, de vagyontalan leányok kiházasítását. Bár a kortársak egy része ezt anakronisztikusnak ítélte, sőt Mikszáth Kálmán élcelődését is kiváltotta, az érintett, jellemzően szegény sorsú családok számára nagyon nagy jelentőséggel bírtak: volt olyan család, ahol házat is tudtak venni a kapott összegből. (Bár széles körben elterjedt, nem a Karátsonyi-birtokon volt egyedül és először szokásban. Földeákon pl. már 1871 óta léteztek rózsalakodalmak a második világháború végéig, amit 1996-ban ismét felelevenítettek.)
2018-ban Solymár önkormányzata posztumusz díszpolgárává választotta. ahogy  Pilisvörösvár is. Pilisszentivánon 2021-ben kapta meg a posztumusz díszpolgári címet.

## Családja
1851-ben vette feleségül puchói és csókai Marczibányi Anna Máriát (1831–1876), és kilenc gyermekük született:
- Adrienne (1853-1878); férje: zicsi és vázsonykői gróf Zichy Sándor (1843–1881)
- Melanie (1855-1894); férje: zicsi és vázsonykői gróf Zichy Géza (1849–1924)
- Guidobaldina (1858–1876)
- Alfréd Aladár (1859–?); neje: pazonyi Elek Margit (1862–?)
- Jenő Guido Vilmos (1861–1933); neje: csíkszentkirályi és krasznahorkai gróf Andrássy Karolina (1865–1937)
- Kamilló (1863–1908)
- Irma Mária (1865–1908); férje: báró Piret de Bihain Lajos (1862–1910)
- Ilma Eugénia Erzsébet (1867-1949); férje: buzini gróf Keglevich Gyula (1855–1950)
- Ilona Margit Julianna (1870–1945); férje: zicsi és vázsonykői gróf Zichy Károly (1864–1918)